# Peter Day
Peter Day FRS (Kent, 20 de agosto de 1938 - Marsh Baldon, 19 de maio de 2020) foi um químico inorgânico britânico.
Graduado no Wadham College (Oxford), sua tese iniciou o estudo de compostos de valência mista.
Foi eleito membro da Royal Society em 1986, sendo diretor da Royal Institution de 1991 a 1998. Day foi também diretor do Laboratório de Pesquisas Davy-Faraday da Royal e Professor Fulleriano de Química.